# 世界大學排名列表
当今世界大学排名有多种，充斥各种媒体。几乎每年都有多家民間机构或政府單位對全球或國內的大学进行各种各样的評鑑與排名，其中一些主要排名如下：

## 主要排名列表
- 泰晤士高等教育-QS世界大学排名
  - 2004年至2009年国际上有较大影响的世界大学排名，每年一次，由QS和泰晤士高等教育增刊合作推出。

- QS世界大学排名
  - 2004年至2009年和泰晤士高等教育增刊合作联合推出泰晤士高等教育-QS世界大学排名。2009年起独立推出世界大学排名，与美国新闻与世界报道（U.S. News & World Report），韩国的《朝鮮日報》，和英国的《星期日泰晤士報》（The Sunday Times）合作。

- 泰晤士高等教育世界大學排名
  - 2004年至2009年和QS合作联合推出泰晤士高等教育-QS世界大学排名。2009年起独立推出世界大学排名，与湯森路透社合作。

- 世界大学学术排名
  - 由中国上海交通大学高等教育研究所颁布，每年排名一次，自2003年始。

- US News世界大學排名
  - 是一本以每年對世界大學和美國大學的調查報告及排名而廣為人知的新聞雜誌。

### 各國官方評鑑或排名
部分政府，為了對國內的高等教育機構進行評鑑，或者是檢視國內高等教育政策的成效，高教經費分配效率等，會由官方組織或由官方贊助成立基金會等方式，對國內的大學進行評鑑或排名。此類評鑑，在單一國家的排名方面，較全球性的大學排名更為準確，具有參考價值。例如，欲了解澳洲各的大學的科研能力排行，應參考澳洲政府公佈的ERA評鑑結果，而不是看台湾高等教育評鑑中心基金會對澳洲大學帳面上的論文數據統計，所做出的簡單排序。反之，欲了解臺灣的高等教育實況，參考臺灣高等教育評鑑中心的評鑑結果，會比英國媒體的世界大學排名更具有參考價值。
然而，並非世界各國政府皆有進行國內的大學評鑑或排名，在這種情況下，全球性的大學排名仍具有一定的指標意義。
- 澳洲聯邦政府大學排名（Excellence Research Report （页面存档备份，存于））
  - 澳洲傑出研究計畫（Excellence in Research for Australia, ERA），第一次頒布在2011年初，是澳洲第一個由聯邦政府主導的官方大學排行榜。負責這項評鑑計畫的是澳洲研究理事會（Australian Research Council），由澳洲第一大報澳洲人報（The Australian）對外公佈排名結果。這項評鑑除了對澳洲的大學進行排名外，也將影響澳洲政府的高等教育經費分配和政策。

- 台灣高等教育評鑑中心，主要負責台灣大專院校之系所評鑑工作，但並未進行台澎金馬地區內之大學排名。

## 主要排名官方网站
- 世界大学学术排名
  - 中文官方网 （页面存档备份，存于） （中文）
  - 英文官方网（ARWU）Archive.today的存檔，存档日期2012-09-10 （英文）

- QS世界大学排名
  - QS TopUniversities（页面存档备份，存于） （英文）

- 泰晤士高等教育世界大學排名
  - THE World University Rankings（页面存档备份，存于） （英文）

- US News世界大學排名
  - US News Global Universities Ranking （页面存档备份，存于）（英文）

## 其他世界大学排名
除上述几种主流的世界大学排名外，还曾經出現下列非主流的世界大学排名：
- 世界大學網路排名（英文：Webometrics Ranking of World Universities）

- 研究机构论文引用排名 (1999-2009)
  - 由汤森路透社（英文：Thomson Reuters）发布。

- 环球大学排名（英文：Global University Ranking）
  - 该排名由俄罗斯学术机构公布，但仅仅颁布了2003年的排名[1]。

- 莫斯科全球大學排名（英文：Round Universitiy Ranking）

- 高影响大学（英文：High Impact Universities）

- 大学学术表现排名（英文：University Ranking by Academic Performance (URAP)；缩写：URAP）
  - 该排名由土耳其的中东技术大学（英文：Middle East Technical University；缩写：METU）在2010年颁布。[2]。